# Moritz Wilhelm von Pöllnitz
Moritz Wilhelm von Pöllnitz (* 24. April 1676 in Zeitz; † 20. Dezember 1725) war Geheimer Rat und Oberhofmarschall am Hof des Herzogs Moritz Wilhelm von Sachsen-Merseburg und der Herzogin Henriette Charlotte von Sachsen-Merseburg.

## Leben
Er war der Sohn des Ludwig Ernst von Pöllnitz (1641–1695)  und Clara Sophie von Bose (1655–1724).
Aufgrund seiner Verwicklungen in die Affäre seines Bruders Friedrich Carl von Pöllnitz mit der Herzogin wurde er auf der Festung Sonnenstein inhaftiert. Erst nachdem sich der Geheime Rat Ludwig Adolph von Zech für ihn eingesetzt hatte, wurde er 1720 gegen Schwören der Urfehde aus der Haft entlassen.
Pöllnitz war verheiratet mit Freiin Maria Margaretha  von Schröter. Sein Schwiegervater war Johann Alexander von Schröter auf Reinheim in der Burg, kaiserlicher Reichshofrat sowie fürstlich Hessen-Darmstädter geheimer Rat und Kanzler.  Das Paar hatte folgende Kinder:
- Christian Ernst Moritz  (* 15. Januar 1705), Württembergischer Kammerjunker, Erbe von Reinheim
- Henriette Phillipina Charlotte († 16. Oktober 1784)

⚭ Johann Alexander von Ponickau  (* 2. Dezember 1709; † 7. November 1754)
⚭ Adam Friedrich von Watzdorff  (* 1. Juli 1718; †  1781)
- Friedrich August